# Добрлєво
Добрлєво (словен. Dobrljevo) — поселення в общині Загорє-об-Саві, Засавський регіон, Словенія. Висота над рівнем моря: 653,9 м.